# Cœur (théorie des jeux)
Pour les articles homonymes, voir Cœur (homonymie).
Le cœur (en anglais core), est l'ensemble des allocations possibles pour une coalition tel qu'aucune sous-coalition ne peut obtenir une meilleure imputation. Le cœur est dit vide lorsqu'il n'existe aucune imputation satisfaisant cette condition. Une imputation est une allocation où chaque coalition d'un groupe reçoit au moins ce qu'elle pourrait obtenir à elle seule.

## Notation et définition
Un jeu coopératif à utilité transférable est une paire {\displaystyle (N,v)}, où {\displaystyle N} est un ensemble fini et non-vide représentant le groupe, et {\displaystyle v} est la fonction caractéristique qui associe une valeur à chaque coalition (sous-ensemble) {\displaystyle S\subseteq N} telle que,
{\displaystyle v:2^{N}\rightarrow \mathbb {R} ,\quad v(\emptyset )=0}
Ainsi, dans un jeu {\displaystyle (N,v)}, il existe {\displaystyle 2^{N}-1=\{S\subseteq N\}} coalitions différentes non-vides. L'ensemble des vecteurs de réalisations possibles de {\displaystyle (N,v)} se note,
{\displaystyle X(N,v)=\{x\in \mathbb {R} ^{N}|x(N)\leq v(N)\}}
Similairement, {\displaystyle x(S)=\sum _{i\in S}x_{i},\ x(\emptyset )=0}, est l'ensemble des vecteurs de réalisations possibles d'une coalition {\displaystyle S\subseteq N}. L'excès d'une coalition {\displaystyle S\subseteq N} se note,
{\displaystyle e(S,x,v)=v(S)-x(S)}
Plus l'excès est élevé, moins la coalition est intéressante pour un agent {\displaystyle i\in S} et si l'excès est supérieur à la valeur {\displaystyle v(S)}, alors l'allocation est sous-optimale pour l'agent rationnel. Le cœur de {\displaystyle (N,v)} est défini par,
{\displaystyle {\mathcal {C}}(N,v)=\{x\in X(N,v)|e(S,x,v)\leq 0\ \forall S\subseteq N\}}
Ce sont les vecteurs de valeurs possibles qui génèrent un excès non-positif, c'est-à-dire les coalitions qui sont d'intérêt pour {\displaystyle i\in S}. Si la fonction caractéristique est une fonction de coût, alors l'excès sera non-positif lorsque la coalition est sous-additive. Inversement pour une fonction de profit, l'excès sera non-positif lorsque la coalition est superadditive.

### Le noyau et le pré-noyau
L'ensemble des vecteurs de réalisations possibles qui sont individuellement rationnels, i.e. les imputations, se note,
{\displaystyle {\mathcal {I}}(N,v)=\{x\in {\mathcal {I}}^{*}(N,v)|x_{k}\geq v({k})\ \forall k\in N\}}
Où {\displaystyle {\mathcal {I}}^{*}} est l'ensemble de pré-imputation (lorsque la rationalité individuelle n'est pas intégrée),
{\displaystyle {\mathcal {I}}^{*}(N,v)=\{x\in \mathbb {R} ^{N}|x(N)=v(N)\}}
Pour deux agents différents {\displaystyle i,j\in N}, l'ensemble des coalitions contenant {\displaystyle i} mais pas {\displaystyle j} se note, {\displaystyle {\mathcal {T}}_{ij}=\{S\subseteq N|j\notin S\ni i\}}, alors l'excès maximum de {\displaystyle i} sans {\displaystyle j} est noté,
{\displaystyle s_{ij}(x,v)=\max\{e(S,x,v)|S\in {\mathcal {T}}_{ij}\}}
Une imputation fait partie du noyau dès le moment où l'excès des coalitions s'équilibre, le noyau se note donc,
{\displaystyle {\mathcal {K}}(N,v)=\{x\in {\mathcal {I}}(N,v)|s_{ij}(x,v)\leq s_{ji}(x,v)\Rightarrow x_{j}=V(\{j\})\ \forall i,j\in N,i\neq j\}}
Le pré-noyau est,
{\displaystyle {\mathcal {K}}^{*}(N,v)=\{x\in {\mathcal {I}}^{*}(N,v)|s_{ij}(x,v)\leq s_{ji}(x,v)\ \forall i,j\in N,i\neq j\}}
C'est analogue au cas du noyau mais il s'agit d'une pré-imputation et du pré-noyau (lorsque la rationalité individuelle n'est pas intégrée).